# Eleonora Ehrenberg

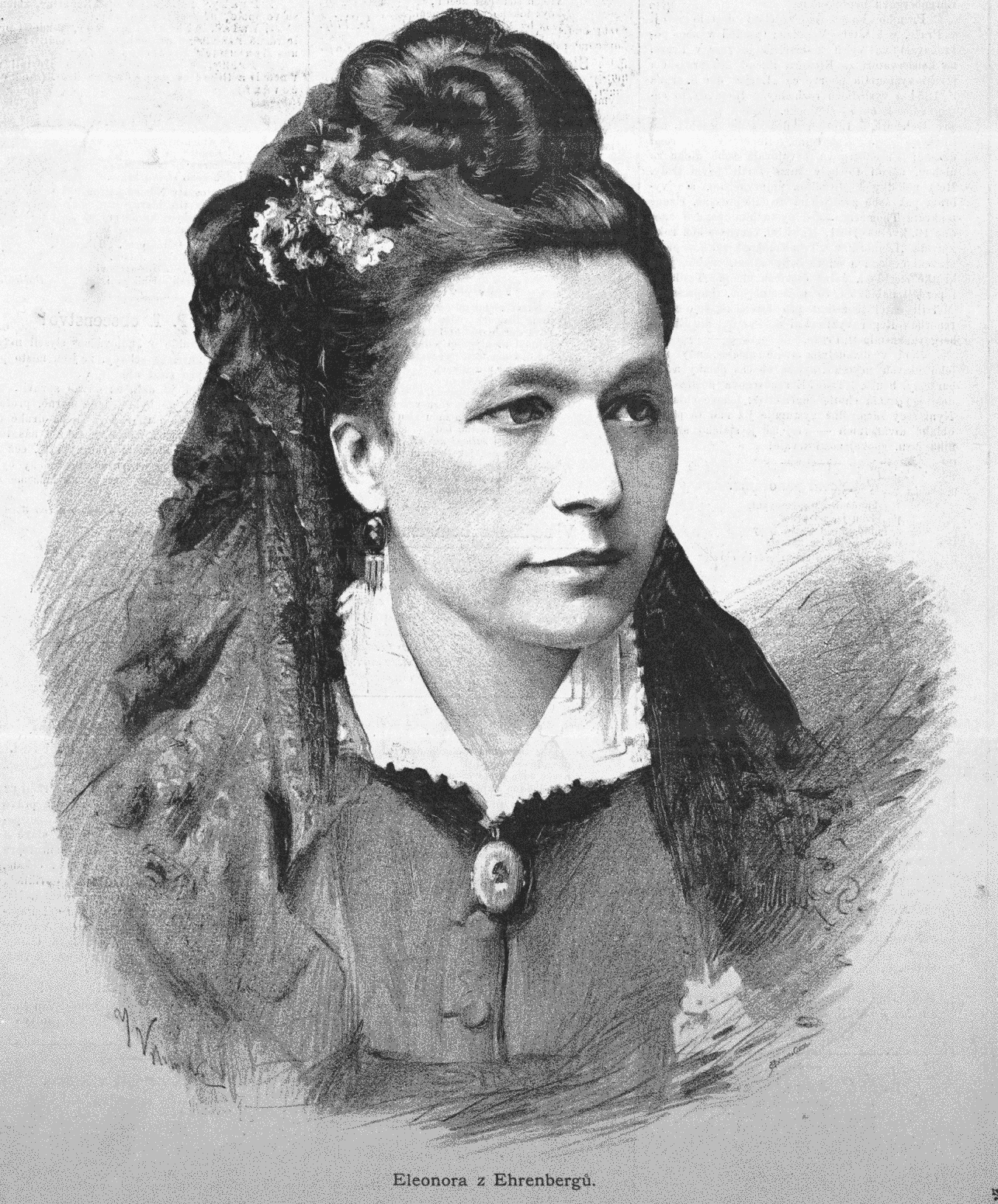
Jan Vilímek: Eleonora Ehrenbergová 1885

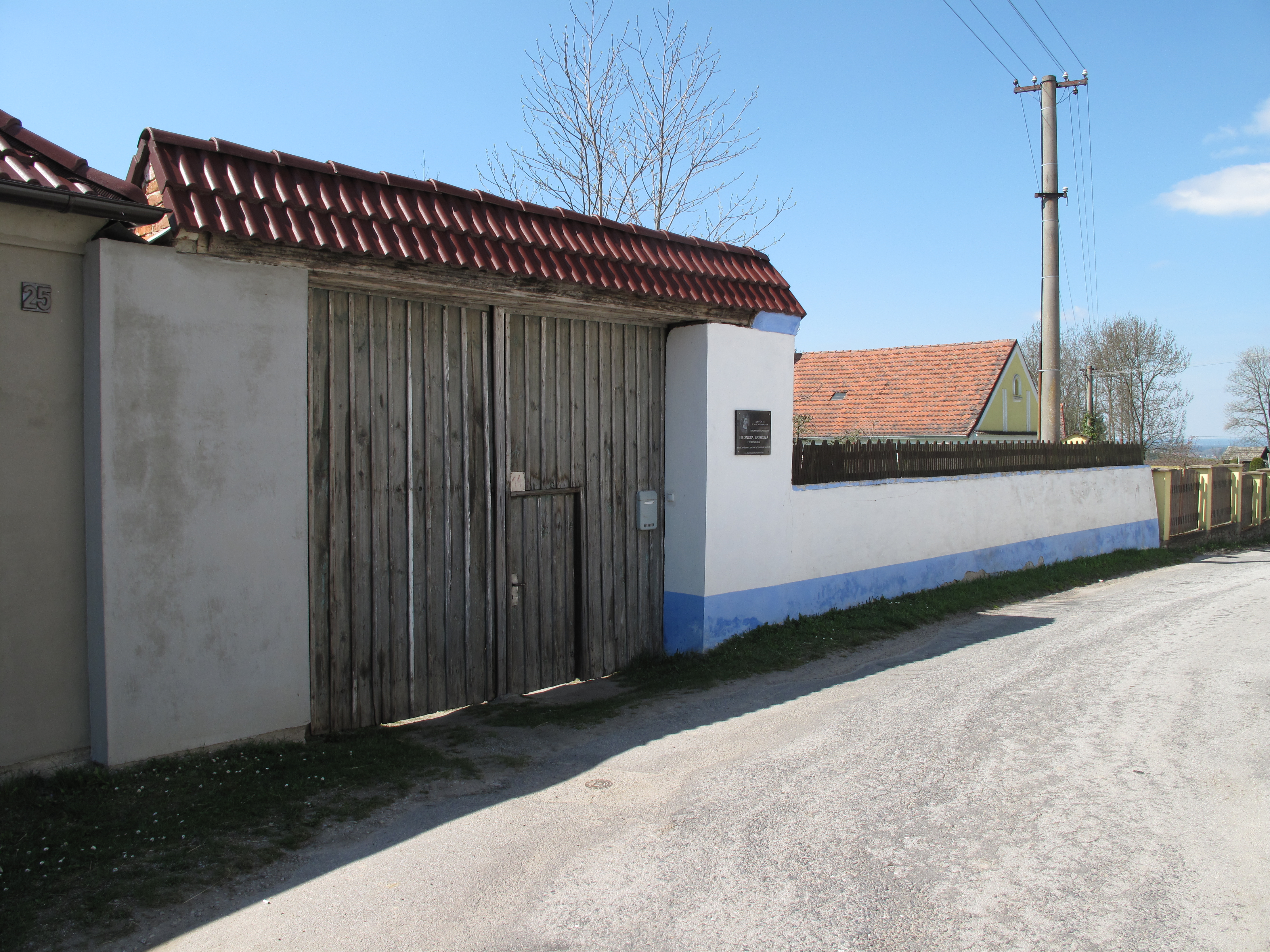
Geburtshaus mit Informationstafel in Modrá Hůrka

Eleonora Gayer Freiin von Ehrenberg, tschechisch Eleonora Ehrenbergová, Eleonora Ehrenbergerová bzw. Eleonora Gayerová z Ehrenbergů (* 1. November 1832 in Modrá Hůrka; † 30. August 1912 in Ondřejov) war eine böhmische Opernsängerin (Koloratursopran). Sie begann ihre Laufbahn in der deutschsprachigen Oper und sang ab 1864 im tschechischen Opernfach.

## Herkunft und Jugend

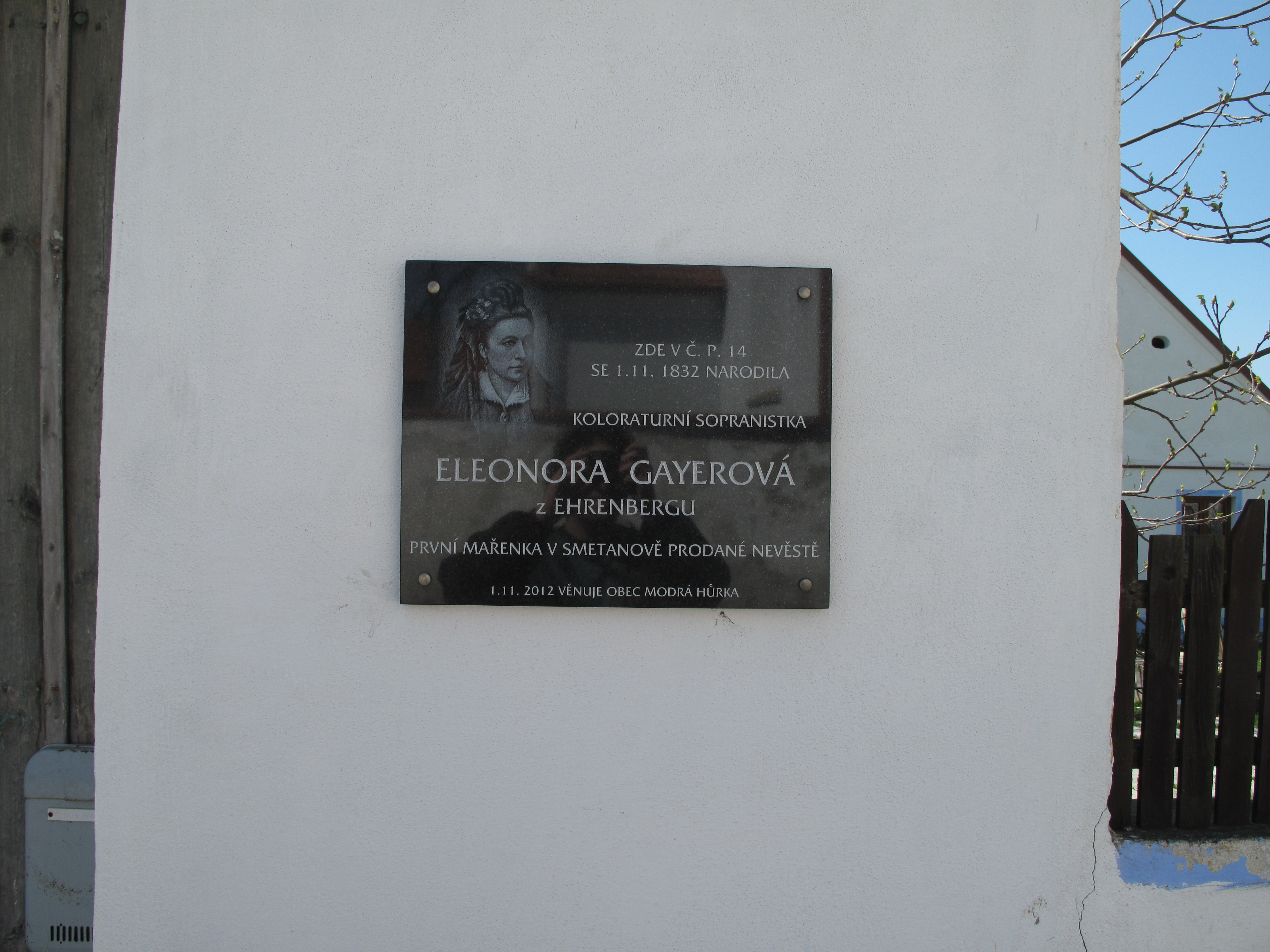
Gedenktafel am Geburtshaus in Modrá Hůrka bei Budweis (České Budějovice)

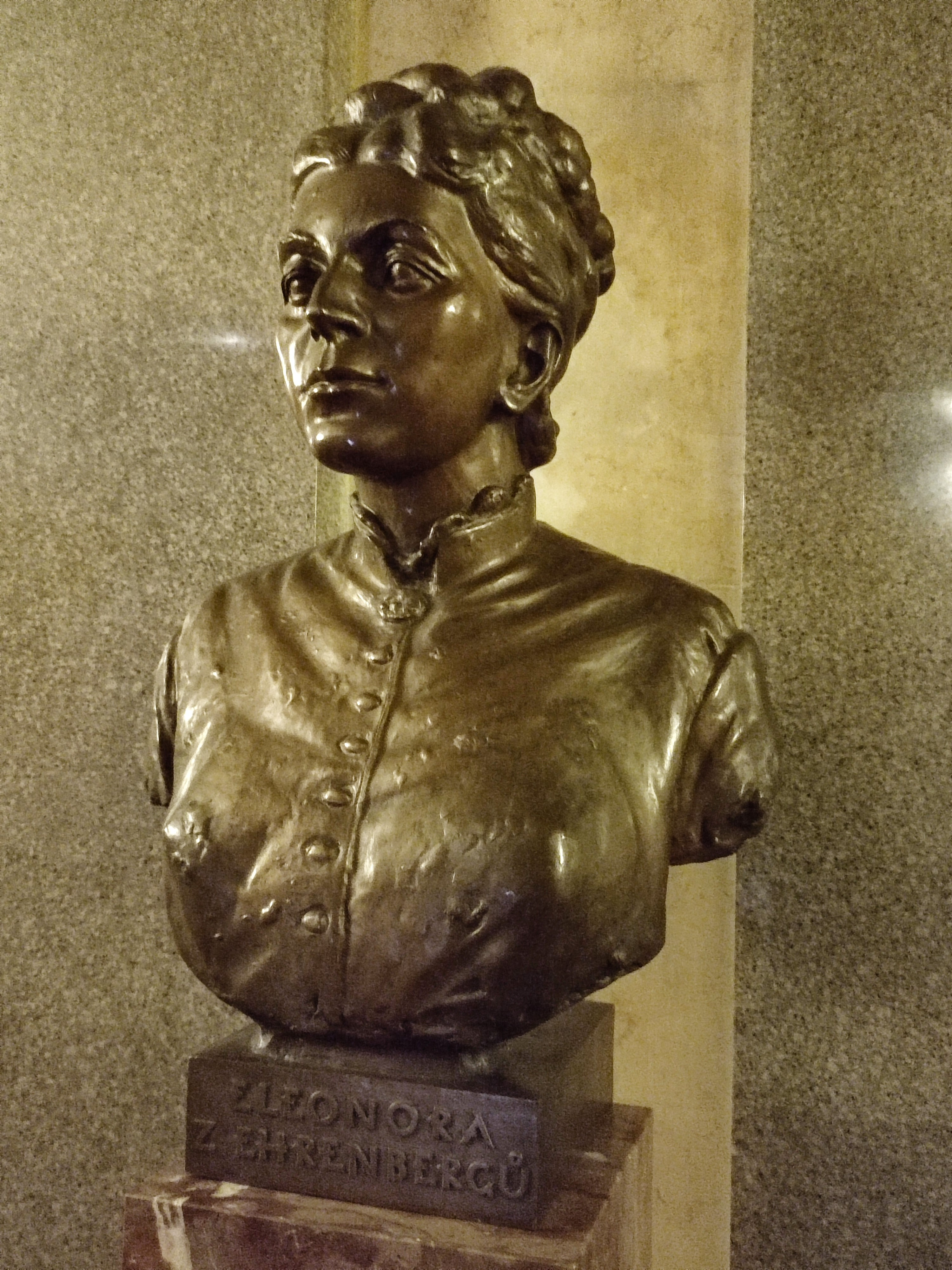
Eleonora von Ehrenberg' Büste im Foyer Nationaltheaters in Prag

Eleonora Ehrenberg entstammte einem verarmten briefadeligen Geschlecht Gayer von Ehrenberg. Ihr Urgroßvater war der 1764 von Maria Theresia wegen seiner Verdienste im Siebenjährigen Krieg mit dem Prädikat von Ehrenberg in den Adelsstand erhobene Prager Apotheker Anton Franz Gayer. Ihr Großvater Johann Aloys Gayer von Ehrenberg war Hofrat am königlich böhmischen Appellations- und Kriminalobergericht und wurde 1818 in den Freiherrnstand erhoben. Eleonora Ehrenberg entstammte der zweiten Ehe ihres Vaters, der 1833 verstarb, und wurde im Haus Nr. 14 in Modrá Hůrka geboren. Nach dem Tode ihrer Mutter wuchs sie von 1842 bis 1847 im Prager Ursulinenkloster auf, wo sie ihre erste musikalische Ausbildung erhielt. Anschließend lebte sie bis 1852 in Wien bei ihrer Tante, der Gräfin Herzan von Harras und erhielt Klavierunterricht. 

## Opernkarriere
Zwischen 1852 und 1854 studierte Eleonora von Ehrenberg am Prager Konservatorium bei Johann Friedrich Kittl Harmonielehre und Kontrapunkt und erhielt außerdem bei Giovanni Battista Gordigiani eine Gesangsausbildung.
Ihr Debüt gab sie am 3. August 1854 am Ständetheater in Prag unter der Leitung von František Škroup in der Titelpartie der Oper Lucia di Lammermoor von Gaetano Donizetti, aufgeführt in deutscher Sprache als Die Braut von Lammermoor. Acht Tage später sang sie dort die Adina in Der Liebestrank, ebenfalls von Donizetti. Durch Vermittlung von Heinrich Marr erhielt sie von 1854 bis 1856 ein Engagement am Stettiner Opernhaus, wo sie unter anderen die Giulietta in Die Capulets und die Montague von Vincenzo Bellini verkörperte. 1856 gastierte sie in München und Prag als Lady Harriet in (Martha) von Friedrich von Flotow. In Prag sang sie im selben Jahre auch die Partien der Marguerite de Valois (Die Hugenotten), Eudoxie (Die Jüdin), Mathilde (Wilhelm Tell) und der Elvira (Die Stumme von Portici). Ab 1856 war sie an der Hamburger Oper und anschließend von 1858 bis 1861 am Leipziger Opernhaus engagiert. 
Danach kehrte sie nach Prag zurück und sang sowohl am Ständetheater in deutschen Inszenierungen als auch im Neustädter Theater (Novoměstské divadlo) in tschechischsprachigen Aufführungen. Zur Eröffnung des tschechischen Prozatímní divadlo sang sie am 30. November 1862 die Constanze in Cherubinis Vodař (Der Wasserträger) und wurde 1863 für eine hohe Jahresgage von 3000 Gulden dort engagiert. Im Jahre 1864 entschied sich Eleonora Ehrenberg ganz für die tschechische Oper, wo sie im Koloraturfach konkurrenzlos war, während sie nach eigener Aussage an der Prager deutschen Oper mit Johanna Brenner in Konkurrenz stand. Dies blieb auch in den nachfolgenden Jahren so, erst mit Marie Petzold-Sitte (tschechische Namensform Marie Petzoldová-Sittová) erhielt die tschechische Oper eine weitere große Koloraturstimme. Nach ihren Aufzeichnungen umfasste ihr Repertoire 132 Partien und sie hatte 1750 Auftritte an Operntheatern.
Am 28. Dezember 1864 sang sie mit Jakub Schwarz das Duett von Ludiše und Tausendmark aus Smetanas noch ungespielter Oper Braniboři v Čechách. Vom Musikkritiker der Zeitung Národní listy, dem Komponisten Bedřich Smetana, wurden ihre Partien anfänglich gelobt, später fand er darin auch Kritikpunkte.

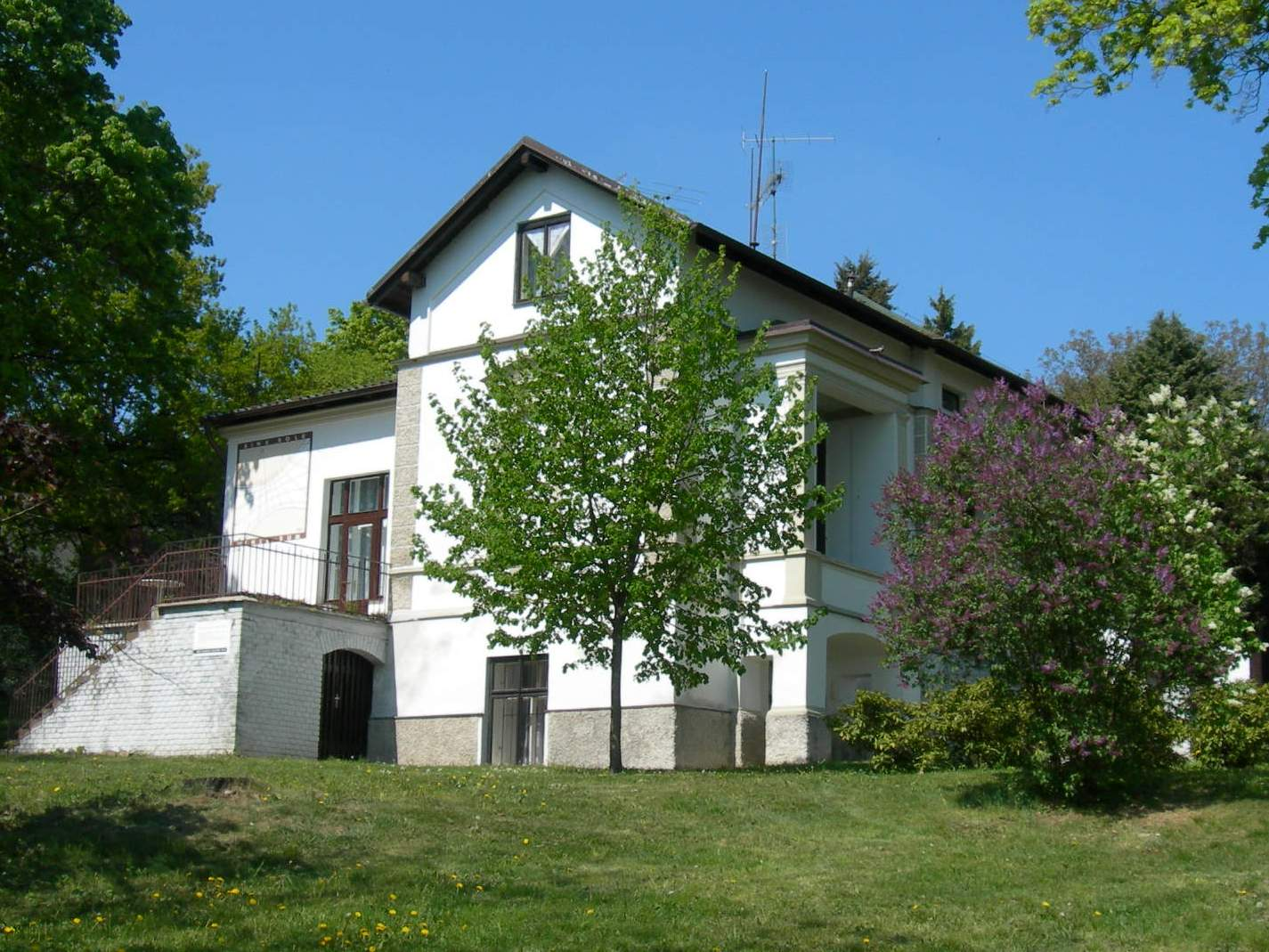
Villa Leonora, Alterssitz von Eleonora Ehrenberg in Ondřejov bei Prag

Bei der Uraufführung von Smetanas Prodaná nevěsta (Die verkaufte Braut) am 30. Mai 1866 sang Eleonora Ehrenberg die Hauptrolle der Mařenka. Als Smetana 1866 die Kapellmeisterstelle am Prozatímní divadlo übernahm, verlängerte sie ihren Vertrag nicht, ließ sich aber bereits im Jahre darauf wieder engagieren. 1868 sang sie bei der Premiere von Smetanas Dalibor die Partie der Jitka. 1876 gab sie erneut ihren Abschied, da es ihr missfiel, dass das Theater nach Smetanas Rückzug von Jungtschechen geleitet wurde. Zwei Jahre danach ließ sie sich wieder engagieren und gehörte bis 1885 ununterbrochen zum Ensemble des Prozatímní divadlo und des daraus entstandenen Národní divadlo. Am 29. April 1885 gab sie mit der Leonora aus Giuseppe Verdis Der Troubadour nach 30-jähriger Bühnenpräsenz ihre Abschiedsvorstellung; dieselbe Partie war zugleich ihre erste an der tschechischen Oper gewesen. Anschließend trat sie als Konzertsopranistin auf.

## Lebensabend
Aus Anlass der 500. Aufführung der Verkauften Braut wurde Eleonora Ehrenberg am 8. August 1909 zum Ehrenmitglied des Nationaltheaters ernannt. Ihren Lebensabend verbrachte Ehrenberg zusammen mit ihrer Nichte Marie in ihrer Villa Leonora am Fuße des Hügels Žalov in Ondřejov. Dort trat sie bei privaten Musikabenden als Gast von Josef Jan Frič in der Sternwarte Ondřejov auf.
Ihre letzte Ruhestätte fand sie auf dem Friedhof in Ondřejov vis-a-vis dem Eingangstor.